# Фридрих фон Вид
Фридрих II (IV) фон Вид (на немски: Friedrich II/IV von Wied; * ок. 1425; † 31 август 1487) е граф на Рункел, от 1454 г. на Графство Вид-Изенбург.
Той е най-възрастният син на Дитрих IV фон Рункел (* ок. 1400, † ок. 1462), господар на Рункел, и съпругата му графиня Анастасия фон Изенбург-Браунсберг-Вид (* ок. 1415; † 1460), наследничка, дъщеря на Йохан II фон Изенбург-Браунсберг, граф на Вид († 1454) и първата му съпруга Агнес фон Вестербург, дъщеря на Йохан II фон Вестербург († 1410) († 1410) и графиня Анастасия фон Лайнинген († сл. 1408). Брат е на Вилхелм фон Рункел (ок. 1450 – 1489), Дитрих V фон Рункел (ок. 1454 – 1484) и на Йохан фон Рункел (ок. 1454 – 1521).
През 1454 г. бездетният му чичо граф Вилхелм II фон Изенбург-Браунсберг-Вид (* ок. 1411; † октомври 1462), оставя на Фридрих IV фон Вид по случай сватбата му, графството Вид, господствата Браунсберг и Дирдорф и неговата част от замък и господство Изенбург.

## Фамилия
Фридрих се жени на 19 ноември 1454 г. за графиня Агнес фон Вирнебург (* 1425; † 12 март 1478), дъщеря на граф Филип фон Вирнебург († 1443) и съпругата му Катарина фон Зафенберг († сл. 1470). Те имат децата:
- Адам (ок. 1472 – 1483), от 1472 домхер в Кьолн, след това в Трир
- Вилхелм III (* ок. 1475), граф на Вид и Мьорс, женен за Маргарета фон Мьорс цу Мьорс († 1515)
- Йохан III фон Вид (* ок. 1485 – 1533), граф на Вид, женен на 1 февруари 1506 г. за Елизабет фон Насау-Диленбург (1488 – 1559)
- Дитрих (ок. 1482 – 1507), домхер в Трир и Кьолн
- Херман V фон Вид (1477 – 1552), архиепископ и курфюрст на Кьолн (1515 – 1547)
- Фридрих III фон Вид (ок. 1493 – 1551), епископ на Мюнстер (1522 – 1532)
- Геновефа (ок. 1484 – 1488)
- Маргарета († ок. 1549), омъжена на 26 ноември 1499 г. за Йохан I фон Марк-Аренберг-Лумен († 14 август 1519)
- Йохана/Йоханета (ок. 1480 – 1529), омъжена ок. 1493 за граф Герхард III фон Сайн (1454 – 1506)

Той има и незаконните деца:
- Хайнрих, господар на Рункел
- Агнес († 1485), абатиса на Св. Урсула в Кьолн